# UFC 94
UFC 94: St-Pierre vs. Penn 2 è stato un evento di arti marziali miste tenuto dalla Ultimate Fighting Championship il 31 gennaio 2009 all'MGM Grand Garden Arena di Las Vegas, Stati Uniti d'America.

## Retroscena
La sfida per il titolo dei pesi welter tra il campione Georges St-Pierre e B.J. Penn è la prima sfida in UFC tra due campioni in carica di due differenti categorie di peso, in quanto al tempo Penn era il campione dei pesi leggeri.

## Risultati

### Card preliminare
- Incontro categoria Pesi Welter:  Matt Arroyo contro  Dan Cramer

Cramer sconfisse Arroyo per decisione divisa (29–28, 28–29, 29–28).
- Incontro categoria Pesi Mediomassimi:  Jake O'Brien contro  Christian Wellisch

O'Brien sconfisse Wellisch per decisione divisa (28–29, 29–28, 29–28).
- Incontro categoria Pesi Welter:  John Howard contro  Chris Wilson

Howard sconfisse Wilson per decisione divisa (29–28, 28–29, 29–28).
- Incontro categoria Pesi Leggeri:  Thiago Tavares contro  Manvel Gamburyan

Tavares sconfisse Gamburyan per decisione unanime (29–28, 29–28, 29–28).
- Incontro categoria Pesi Welter:  Jon Fitch contro  Akihiro Gono

Tavares sconfisse Gamburyan per decisione unanime (30–27, 30–27, 30–26).

### Card principale
- Incontro categoria Pesi Leggeri:  Nate Diaz contro  Clay Guida

Guida sconfisse Diaz per decisione divisa (29–28, 28–29, 29–28).
- Incontro categoria Pesi Welter:  Karo Parisyan contro  Kim Dong-Hyun

No contest (Parisyan testato positivo a sostanze proibite), inizialmente vittoria di Parisyan per decisione divisa (29–28, 28–29, 29–28).
- Incontro categoria Pesi Mediomassimi:  Stephan Bonnar contro  Jon Jones

Jones sconfisse Bonnar per decisione unanime (30–27, 29–28, 29–28).
- Incontro categoria Pesi Mediomassimi:  Lyoto Machida contro  Thiago Silva

Machida sconfisse Silva per KO (pugno) a 4:59 del primo round.
- Incontro per il titolo dei Pesi Welter:  Georges St-Pierre (c) contro  B.J. Penn

St-Pierre sconfisse Penn per KO Tecnico (stop dall'angolo) al termine del quarto round e difese il titolo dei Pesi Welter.

## Premi
Ai vincitori sono stati assegnati 65.000$ per i seguenti premi:
- Fight of the Night:  Nate Diaz contro  Clay Guida e  John Howard contro  Chris Wilson
- Knockout of the Night:  Lyoto Machida
- Submission of the Night: nessuna vittoria per sottomissione